# Supermodel of the World
Supermodel of the World există din anul 1980 fiind întemeiat de Eileen Ford și la care participă peste 50 de țări, el fiind cel mai mai important concurs de frumusețe internațional. Câștigătoarei concursului i se acordă suma de 250.000 US-Dollar, a doua clasată primește 150.000, iar a treia suma de 100.000 Dollari.

## Câștigătoarele titlului
| Anul | Nume                  | Țara                       |
| 1980 | Annette Stai          | Norvegia                   |
| 1982 | Renée Simonsen        | Danemarca                  |
| 1983 | Carrie Miller         | Statele Unite ale Americii |
| 1984 | Katherine Ahnell      | Suedia                     |
| 1985 | Caron Bernstein       | Africa de Sud              |
| 1986 | Monika Schnarre       | Canada                     |
| 1987 | Celia Forner          | Spania                     |
| 1988 | Anuschka Muzik        | Cehoslovacia               |
| 1989 | Synne Myreboe         | Norvegia                   |
| 1990 | Anneliese Seubert     | Australia                  |
| 1991 | Daniela Benavente     | Chile                      |
| 1992 | Tricia Helfer         | Canada                     |
| 1993 | Veronica Blume        | Spania                     |
| 1994 | Georgia Göttmann      | Germania                   |
| 1995 | Anna Marie Cseh       | Ungaria                    |
| 1996 | Leanne Spencer        | Canada                     |
| 1997 | Diana Pereira         | Portugalia                 |
| 1998 | Katie Burell          | Anglia                     |
| 1999 | Alyssa Kealy          | Australia                  |
| 2000 | Margarita Babina      | Rusia                      |
| 2001 | Asta Buziliauskaitė   | Lituania                   |
| 2002 | Dari Maximova         | Germania                   |
| 2004 | Natalia Gotsii        | Ucraina                    |
| 2005 | Camila Finn           | Brazilia                   |
| 2006 | Katsia Damankova      | Belarus                    |
| 2007 | Sanne Nijhof          | Țările de Jos              |
| 2008 | Kang Seung-Hyun       | Coreea de Sud              |
| 2009 | Tayane Leão           | Brazilia                   |
| 2010 | Katrina Karlina Caune | Letonia                    |
| 2011 | Danica Magpantay      | Filipine                   |
| 2012 | Sofía Polenta         | Argentina                  |